# Miloslav Ransdorf
Miloslav Ransdorf (n. 15 februarie 1953, Rakovník – d. 22 ianuarie 2016, Praga) a fost un om politic ceh, membru al Parlamentului European în perioada 2004-2009 din partea Cehiei.